# سيف القشطة
سيف حسين القشطة مواليد 28 يناير 1993 في ، السعودية، هو لاعب كرة قدم سعودي يلعب حالياً لنادي أحد.

## مسيرة اللاعب
كانت بداياته مع نادي وج و لعب بعدها مع نادي الحزم ونادي العين ونادي الرياض ونادي أحد.

## روابط خارجية
- سيف القشطة على موقع Soccerway.com (الإنجليزية)